# Sinocarum vaginatum
Sinocarum vaginatum là một loài thực vật có hoa trong họ Hoa tán. Loài này được H. Wolff miêu tả khoa học đầu tiên năm 1929.